# 가리 (관리)
가리(假吏) 또는 가향리(假鄕吏)는 고려와 조선시대에 존재하였던 향청 소속 근무 향리 직역의 하나로, 임시직 향리를 가리킨다. 향리 가계의 구성원이 아니면서 향역을 수행하는 인물, 혹은 향리직에 정식 임명되지 않고 임시직으로 향리직에 임명된 자를 말한다. 전자의 경우 기존의 향리가 아니지만 향역을 수행하고, 이를 자손들에게 계승시키려는 인물들도 포함된다.
관직명에 가(假)가 붙은 직종이 정원외, 편제외로 임시로 설치한 가설 임시직인 것과 같이 향리 역시 정원외로 임명한 자에게는 가라는 명칭이 붙어서 가향리가 된다. 그밖에도 가리 혹은 가향리에 대한 기사는 조선왕조실록 중 1451년(문종 1년) 1월의 문종실록 기사에 나타나는데, 기사의 내용은 향리의 수가 부족한 현실적 조건을 보안하고자 문자 해독 능력이 있는 관노들에게 향리의 업무를 수행케 한다는 것이다. 이때 이들을 가향리(假鄕吏)라 하여 임시직 향리라 칭했다. 문종실록의 해당 기사의 특징은 향리가 부족해서 관공서에 소속된 공노비에게 임시로 향리직을 임명했다는 것이다.
가리에 대한 기사가 본격적으로 등장하는 것은 이후 연산군 10년 이후의 실록 기사이고 마지막으로 등장하는 기록은 영조실록 영조 5년 4월 6일자의 기사로, 고려말부터 조선시대 내내 존재했던 것으로 추정된다.
향리에게 개인 사정이나 사변, 질병 등의 이유로 직무를 보지 못할 때에도 수시로 임명되었는데, 가리에 임명되는 이들 중에는 향리의 가족, 친척 외에도 관청의 노비인 관노도 있었고, 간혹 양인이나 사노 등도 있었다. 가리가 되어 임시로 향청에서 향리와 어느정도 친인척 관계인 경우도 있었다.

## 같이 보기
- 비정규직
- 공무직
- 서리
- 향리
- 향청
- 호족